# Loš geroi
Loš geroi è un singolo della cantante bulgara Andrea, pubblicato il 27 febbraio 2013.